# Cynanchum vanlessenii
Cynanchum vanlessenii är en oleanderväxtart som först beskrevs av John Jacob Lavranos, och fick sitt nu gällande namn av Goyder. Cynanchum vanlessenii ingår i släktet Cynanchum och familjen oleanderväxter. Inga underarter finns listade i Catalogue of Life.